# Thomas Grønnemark
Thomas Grønnemark (12 de dezembro de 1975) é um ex-futebolista e atleta dinamarquês. No atletismo, ele ganhou vários títulos nacionais nos 100m, 200m e 400m rasos. Além disso, durante 4 anos, ele fez parte da equipe de Bobsleigh da Dinamarca.
No futebol, ele é notório por ter entrado para o Guinness Book por ter batido o arremesso lateral mais longo da história (a bola viajou por 51,33m). Depois de se aposentar, ele se tornou o primeiro treinador de arremessos laterais do mundo, já tendo prestado seus serviços para clubes de renome internacional como Liverpool, Ajax e o RB Leipzig, da Alemanha.